# 吸血鬼ゴケミドロ
『吸血鬼ゴケミドロ』（きゅうけつきゴケミドロ）は、1968年8月14日に公開された、松竹製作の怪奇特撮映画第1弾。カラー、シネスコ、84分。
英題は『GOKE』『Body-Snatcher GOKE』『Body Snatcher from Hell』。

## ストーリー
1960年代後半の日本。羽田空港から伊丹空港に向かう小型旅客機が、外国大使を暗殺して逃亡中だったテロリスト・寺岡博文によってハイジャックされた。その直後、旅客機は謎の火の玉と接触し、見知らぬ山中に不時着する。
不時着時の衝撃から奇跡的に生き残ったのは副操縦士・杉坂英、スチュワーデス・朝倉かずみ、次期総理大臣候補の政治家・真野剛造、兵器製造会社の重役・徳安とその妻にして真野の愛人・法子、精神科医・百武、宇宙生物学者・佐賀敏行、ベトナム戦争で夫と死別した未亡人・ニール、時限爆弾を持ち込んだ自殺志願者・松宮、そして寺岡という10人だけであった。
昏睡から目覚めた寺岡は他の生存者たちを銃で脅して逃走すると、岩陰にてオレンジ色に輝く着陸した空飛ぶ円盤を発見し、吸い込まれるようにその中へ入っていく。やがて、寺岡の額が縦に大きく裂け、その中へアメーバ状の宇宙生物・ゴケミドロが侵入する。それは、人血を常食するゴケミドロに寄生された人間が吸血鬼になり、生存者たちを襲うという惨劇の始まりであった。その最中、ゴケミドロは寄生した相手の声で自分たちの目的が地球侵略と人類絶滅であることを述べる。
吸血鬼の魔手から逃れようとエゴを剥き出しにした者たちの争いや吸血鬼の襲撃により、生存者たちは次々と死んでいく。その恐怖に際しても最後まで冷静さを失わなかった杉坂と朝倉だけは脱出に成功し、下山して有料道路の料金所にたどり着くが、目に入る限りの人々は血を吸われて死んでいた。ゴケミドロの大群による地球総攻撃がすでに始まっていたことを知り、真紅に染まった空を見て杉坂が絶望の叫びを上げるなか、宇宙からはゴケミドロの侵略円盤が続々と飛来してくる。それまで青かった地球が茶色い死の星と化していく様子を宇宙空間から映しながら、物語は幕を下ろす。

## 概要
松竹が前年の『宇宙大怪獣ギララ』に続いて制作した、松竹特撮映画作品の第2弾。松竹京都太秦撮影所制作の「お盆興行」作品にして、地球侵略や人類破滅をテーマとした本格的なSF映画であり、ゴケミドロの脅威による緊迫した人間関係や悲観的な展開が描かれる。
ゴケミドロに乗り移られて吸血鬼と化すテロリスト・寺岡役を演じた高英男は俳優ではなくシャンソン歌手が本業だったが、脚本での「灰となって風に散る」という最期が気に入り、役を引き受けた。しかし、完成フィルムではその最期の描写を高橋昌也に取られる形に変更されたため、非常に不本意だったという。また、本作への出演後しばらくは、町で子供たちから「ゴケミドロだ！」と言われて怖がられたそうである。なお、劇場用パンフレットには付録として、顔の左半分が白骨化したようなポスターイメージの高のイラスト画の紙製お面がついていた。
日本での公開時には年齢制限を受けなかったが、アメリカ合衆国での公開時にはR指定を受けている。
日本での公開時のポスターでは、中心に配された高が「吸血鬼」と銘打たれており、ゴケミドロよりも高が主役のような図柄となっていた。なお、トルコ公開版のポスターではアニメ作品『宇宙戦艦ヤマト』のヤマトが載っているが、当然ながら本作にヤマトは登場しない。

### 企画から脚本まで
本作の企画は、前年の1967年にピー・プロダクションが企画したテレビ特撮シリーズ『ゴケミドロ』が元になっている。内容は、地球に不時着したUFOに乗っていた人間に乗り移れる善玉の宇宙人と、その機内食料だったが野性に還り凶暴化した宇宙生物「ゴケミドロ」との戦いを描いたもので、原案・脚本はうしおそうじが担当した。
この企画を基に、高山良策によるゴケミドロのぬいぐるみが三浦半島の剣崎洞窟でうろつくというパイロットフィルムが、ピープロで製作された。ここでのゴケミドロは、両腕の他に胸からもう1本の腕が生えた、毛むくじゃらの怪物だった。うしおがこのパイロットフィルムであちこちに売り込みをかけているうちに、松竹から「ぜひうちで」と声がかかり、映画化となった。だが、上述したように映画化の際に内容は一新されている。映画が製作開始された頃、うしおが新幹線で京都へ向かっているときに、東京12チャンネルのプロデューサーとたまたま席が向かい合わせになった。そのプロデューサーはうしおが『ゴケミドロ』の原作者とは知らずに、「松竹で今度やる『ゴケミドロ』って変な題名の映画、あれ一体何のことでしょうね」と話しかけてきて、うしおは笑いをこらえていたそうである。
脚本を担当した小林久三（当時、松竹の脚本部員だった）によれば、ピープロの持ち込んだ企画には既に『ゴケミドロ』というタイトルが付いており、人間の10本の指に目ができ、それによって起こる奇怪な現象を特撮で表現するという内容であったという。企画の担当窓口は本作のプロデューサーを務めることになる猪股尭であったが、当時の彼は深作欣二が松竹で撮る『黒蜥蜴』（主演は丸山明宏）の併映作品の企画を探していた。当の本人は「指に目がある」というアイディアは「お子さま向けのマンガの材料にしかならない」（原文ママ）と感じたという。むしろ恐怖映画なら、と小林は提案すると猪股は「監督は誰がいいか？」と聞いてきた。そこで小林は、『散歩する霊柩車』や『怪談せむし男』を撮っていた東映の佐藤肇を推薦した。
共同脚本の高久進は、テレビドラマ『キイハンター』で佐藤とコンビを組んでいた関係から参加した。打ち合わせの結果、ピープロの企画は破棄されたが、怪獣ものではないSF風の作品にするということで、佐藤と高久の意見は一致していた。3人は脚本家御用達の旅館として有名な東京・神楽坂の和可菜（本文中では「若菜」と表記）に籠もり、脚本を執筆することになった。
ゴケミドロに襲われた人間の額が割れるアイディアは、フレドリック・ブラウンのSF小説『73光年の妖怪』を元にした。提案したのは高久であるという。当初は東北地方の寒村の精神病院に、目に見えない宇宙生物が飛来してくる設定を考えていたそうだが、これは同じく精神病院を舞台にしたアメリカの恐怖映画『蛇の穴』からインスパイアされたものだという。舞台の冒頭を旅客機にしたのは佐藤である。『蛇の穴』のアイディアが出た翌日の早朝、佐藤は高久や小林に以下のようなアイディアを話した（原文ママ）。
「旅客機の窓に、ぴたっぴたっとひかりゴケのようなものが付着する。すると、旅客機は操縦不能になって、山中に不時着する。血を主食にする宇宙生命体は、人間を宿主にして、生き残った乗客を次々に襲い出す……」
こうして、本作の世界観が確定したという。
一方で高久によれば、小林から初対面で「私はシナリオ作りに参加しに来たんじゃない。お目付け役で来た」と言われ、いちいち合いの手が入るのが煩わしかった為小林を外して佐藤と2人で脚本を書いたといい、佐藤も小林の執筆箇所は高久が書き直したと述べている。
また佐藤によれば暗殺者が飛行機をハイジャックするアイディアは、高久が出したものである。
特撮はピープロが担当している。ゴケミドロの円盤はそのまま、ピープロの特撮テレビドラマ『宇宙猿人ゴリ』（フジテレビ）のゴリ博士の円盤に流用されている。吸血鬼の割れた額から流れ出る宇宙生物の素材には、コンドームが使われた。

### 「ゴケミドロ」のネーミング
本作のタイトルの「ゴケミドロ」とは、宇宙から空飛ぶ円盤で飛来した、人類よりも高い知能を持つ水銀状の寄生生物の名である。
この「ゴケミドロ」の名の由来は、パイロットフィルムを制作したうしおそうじが京都でよく立ち寄るという「西芳寺」（苔寺＝こけでら）と、「個人的に興味があった」という「深泥池」（みどろいけ）から着想した造語で、当初は「コケミドロ」としたが、興行で「こける」は禁句なので、濁点を着けて「ゴケミドロ」としたものである。
一方、松竹映画として公開される際には、松竹宣伝課によって「吸血鬼ゴケミドロとは何か？」と題し、「『ゴ・ケミ・ドロ』とは、三つの言葉が合成されて出来た言葉」とする説明文が各種宣材に添えられた。こちらの文ではうしおの命名から大きく設定を拡げ、「ゴ」は「キリスト処刑で有名なゴルゴダの丘から採った、頭蓋骨を意味する言葉」で、「ケミ」は「ケミカルつまり、科学的処置を受けたという意味の略」、「ドロ」は「アンドロイドから採った言葉」としており、「SFの世界で宇宙の天体QXに生息する頭骨だけが異常に発達した“人間もどき”が特殊の科学的処置の洗礼を浴びて、水銀状の知性体に化したものが、このゴケミドロの正体なのです」「この水銀状の血を吸って生きる高等生物は、彼らの食糧（血）が減少したため、新たな食糧源を地球に求めてやって来た」と説明している。

### 佐藤監督のコメント
本作のラストでの「青い地球がやがて茶色く変色していく」というシーンについて、監督の佐藤は「人類滅亡」のイメージを込めたという。また、公開時の宣材では「演出の言葉」として以下のような佐藤の言葉が添えられていた（原文ママ）。
「ノストラダムス（フランス16世紀の大予言者）の不気味な四行詩は、1999年に地球は滅亡すると予言している。《この年、恐るべき王が、空から舞い降りてくる》　原爆以来、空飛ぶ円盤の目撃例は、増加している。地球は狙われているか!?　地球滅亡の24時間を、現代日本を代表する十人の人間どもの典型を極限状態に追い込むことによって描いてみたい。」

## スタッフ
- 監督：佐藤肇
- 脚本：高久進、小林久三
- 製作：猪股尭
- 撮影：平瀬静雄
- 音楽：菊池俊輔
- 美術：芳野尹孝
- 編集：寺田昭光
- 特撮監督：小嶋伸介
- 企画、特撮：ピー・プロダクション（うしおそうじ、小嶋伸介、岡田元侑、三上陸男、渡辺善夫）※「協力」表記で、うしお、渡辺はノンクレジット
- 制作：松竹太秦撮影所

## キャスト
- 杉坂英：吉田輝雄
- 朝倉かずみ：佐藤友美
- 真野剛造：北村英三
- 佐賀敏行：高橋昌也
- 寺岡博文：高英男
- 百武：加藤和夫
- 徳安：金子信雄
- 徳安法子：楠侑子
- 松宮：山本紀彦
- ニール：キャシー・ホーラン
- 機長：西本裕行

## 映像ソフト化
- 2003年4月25日に松竹からニューテレシネ・デジタルリマスター修復版DVDが発売[16]。同日に『宇宙大怪獣ギララ』『昆虫大戦争』『吸血髑髏船』とセットになったDVD-BOX『S-F CUBE』も発売された[16]。映像特典として高英男インタビューと鷺巣富雄インタビューを、音声特典には樋口真嗣とみうらじゅんによるカウチコメンタリーを収録している[16]。『S-F CUBE』にはヴィネットタイプフィギュアも付属する[16]。
- 2014年12月3日に松竹から「あの頃映画 the BEST 松竹ブルーレイ・コレクション」の1つとしてBDが発売[17]。

## コミカライズ
- 公開当時、江波譲二による漫画版が雑誌『まんが王』（秋田書店）1968年9月号付録として刊行された。

## 評価
- 映画監督のクエンティン・タランティーノは本作の大ファンであることを公言しており、自身が監督や脚本を務めて日活スタジオにて撮影した『キル・ビル』（2003年）に、本作の全編を占めていた「真っ赤な空」をオマージュとして採り入れている[1][2]。
- 映画監督の武正晴は、特殊メイクアップ・アーティストの藤原カクセイとの対談において、少年時代のトラウマになった映画に本作を東宝の『マタンゴ』（1963年）以上のトラウマ作品として挙げているうえ、リメイクしたいとも述べている[18]。また、小学2年生当時に観賞した本作のアナログ撮影の工夫を高く評価しており、心に深く刻み込まれたラストカットと共に今の自分にとって大切なものとなっているのは間違いないとも述べている[18]。